# Diocesi di Kondoa
La diocesi di Kondoa (in latino: Dioecesis Kondoaënsis) è una sede della Chiesa cattolica in Tanzania suffraganea dell'arcidiocesi di Dodoma. Nel 2021 contava 65.016 battezzati su 634.370 abitanti. È retta dal vescovo Bernardine Mfumbusa.

## Territorio
La diocesi comprende il distretto di Kondoa nella regione di Dodoma, in Tanzania.
Sede vescovile è la città di Kondoa, dove si trova la cattedrale dello Spirito Santo.
Il territorio si estende su 13.210 km² ed è suddiviso in 15 parrocchie.

## Storia
La diocesi di Kondoa è stata eretta il 12 marzo 2011 con al bolla Cum ad provehendam di papa Benedetto XVI, ricavandone il territorio dalla diocesi di Dodoma (oggi arcidiocesi).
Originariamente suffraganea dell'arcidiocesi di Dar-es-Salaam, il 6 novembre 2014 è entrata a far parte della provincia ecclesiastica di Dodoma.

## Cronotassi dei vescovi
Si omettono i periodi di sede vacante non superiori ai 2 anni o non storicamente accertati.
- Bernardine Mfumbusa, dal 12 marzo 2011

## Statistiche
La diocesi nel 2021 su una popolazione di 634.370 persone contava 65.016 battezzati, corrispondenti al 10,2% del totale.
| anno | popolazione | popolazione | popolazione | presbiteri | presbiteri | presbiteri | presbiteri                | diaconi | religiosi | religiosi | parrocchie |
| anno | battezzati  | totale      | %           | numero     | secolari   | regolari   | battezzati per presbitero | diaconi | uomini    | donne     | parrocchie |
| ---- | ----------- | ----------- | ----------- | ---------- | ---------- | ---------- | ------------------------- | ------- | --------- | --------- | ---------- |
| 2011 | 46.067      | 541.345     | 8,5         | 17         | 15         | 2          | 2.710                     |         | 0         | 87        | 9          |
| 2012 | 51.000      | 450.400     | 11,3        | 17         | 13         | 4          | 3.000                     |         | 4         | 74        | 11         |
| 2013 | 53.500      | 464.000     | 11,5        | 22         | 18         | 4          | 2.431                     |         | 4         | 74        | 11         |
| 2016 | 57.630      | 528.983     | 10,9        | 18         | 16         | 2          | 3.201                     |         | 6         | 75        | 12         |
| 2019 | 61.497      | 600.000     | 10,2        | 20         | 17         | 3          | 3.074                     | 2       | 3         | 78        | 14         |
| 2021 | 65.016      | 634.370     | 10,2        | 20         | 16         | 4          | 3.250                     |         | 4         | 34        | 15         |